# NGC 2926
NGC 2926 est une galaxie spirale barrée située dans la constellation du Lion. NGC 2926 a été découverte par l'astronome autrichien Johann Palisa en 1886. 

## Caractéristiques
NGC 2926 présente une large raie HI.

### Distance
Sa vitesse par rapport au fond diffus cosmologique est de 4 618 ± 18 km/s, ce qui correspond à une distance de Hubble de 68,1 ± 4,8 Mpc (∼222 millions d'al).

### Classification
Le professeur Seligman classe cette galaxie comme une spirale intermédiaire, mais la barre qui traverse le centre de celle-ci est nettement visible sur l'image de l'étude SDSS.

## Supernova
La supernova SN 2012C a été découverte dans NGC 2926 le 4 janvier 2012 l'astronome amateur américain Doug Rich (en). Cette supernova était de type Ib/c.